# Īsaz
Cet article possède des paronymes, voir Isasi et Isaaz.
Cette page contient des caractères spéciaux ou non latins. S’ils s’affichent mal (▯, ?, etc.), consultez la page d’aide Unicode.
Īsaz est la onzième rune du Futhark et la troisième de la famille de Hagalaz. Elle est précédée de Naudiz et suivie de Jēra. Elle est nommée Is en anglo-saxon et Isa en vieux norrois. Dans toutes ces langues, elle signifie « glace ». Elle a donné, par exemple, l'allemand Eis ou l'anglais Ice.
Le Codex Vindobonensis 795 donne un nom de lettre correspondant dans l’alphabet gotique sous la forme iiz, restitué en gotique comme eis (𐌹). *Īsaz est la forme reconstruite pour le proto-germanique à partir de cette correspondance et du vieux saxon îs.
Cette rune notait à l'origine le son [i].

## Poèmes runiques
Les trois poèmes runiques décrivent cette rune :
| Poème runique | Traduction en français |
| --- | --- |
| Vieux norvégien ᛁ Ís köllum brú bræiða; blindan þarf at læiða.                                                             | Large pont est appelée la glace; l’aveugle doit être guidé.                                                                             |
| Vieil islandais ᛁ Íss er árbörkr ok unnar þak ok feigra manna fár. glacies jöfurr.                                         | La glace est l’écorce des rivières et le toit des vagues et la destruction des maudits.                                                 |
| Anglo-saxon ᛁ Is byþ oferceald, ungemetum slidor, glisnaþ glæshluttur gimmum gelicust, flor forste geworuht, fæger ansyne. | La glace est très froide, extrêmement glissante, reluisant comme la glace pure et comme les gemmes, sol fait de gel, agréable aux yeux. |